# Michel Arseneault
 (janvier 2020).
Pour les articles homonymes, voir Arseneault.
Michel Arseneault, né à Montréal en 1958, est un journaliste et écrivain franco-québécois.

## Biographie
Après des études de journalisme à l'Université Carleton et de science politique à l'Université de Montréal, il commence, en 1981, une carrière de journaliste en Amérique centrale, à laquelle il consacre des articles et un premier livre,,,. Correspondant à la pige, il signe des reportages pour Radio Canada et CBC, les radios publiques canadiennes, notamment.
À son retour à Montréal, en 1984, il travaille dans de nombreux journaux (Le Devoir, The Montreal Gazette et au magazine L'Actualité) avant de s’installer à Paris en 1993,,. Après sa rencontre, cette année-là, avec la docteur Lucille Teasdale, chirurgienne de guerre installée en Ouganda dont il sera le biographe, il s'intéresse plus particulièrement à l’Afrique,,. Ses articles paraîtront, entre autres, dans L'Actualité, Le Monde diplomatique, Le Monde, The Globe and Mail, Maclean's, The International Herald Tribune,,,. Il rejoindra Radio France internationale en 1999, où il deviendra grand reporter au service Afrique.

## Livres

### Un rêve pour la vie: Lucille Teasdale et Piero Corti
Cet essai raconte la trajectoire de deux jeunes médecins, la chirurgienne québécoise Lucille Teasdale et le pédiatre italien Piero Corti, déterminés à fonder un hôpital dans le nord de l’Ouganda à partir de 1961,. Malgré la dictature, la guerre civile et le sida (que la docteure Teasdale contractera dans la salle d’opération), ils réussiront à transformer un simple dispensaire en hôpital universitaire, le St. Mary's Hospital Lacor. Cette biographie, qui a connu plusieurs éditions, a été traduite en italien et en coréen, et adaptée pour la télévision par CTV et la RAI en 2001,.

### Perdu en Afrique
Rapportés d’une vingtaine de pays africains, depuis la Libye jusqu'à l'Afrique du Sud, ces récits de voyage mettent l'accent sur les enfants aux prises avec les grands défis du continent, notamment le recrutement d'enfants soldats par des rébellions armées. « (I)l donne la parole à ceux qui ne l'ont pas, dans une prose imagée qui nous transporte dans les tréfonds de l'Afrique, loin des grands discours officiels des dirigeants », écrira le quotidien Le Devoir.

### Méfiez-vous des poètes
A Ottawa, un professeur d'histoire, dont la thèse a jadis encensé Joseph Quesnel, poète et compositeur canadien du début du XVIIIe siècle, s'affronte à une étudiante qui découvre que l'écrivain était négrier à l'époque du commerce triangulaire. S'il s'appuie sur d'authentiques documents d’archives, ce roman évoque l'époque contemporaine et ses travers. « À mi-chemin entre l'enquête, le roman historique, la satire du milieu universitaire, Méfiez-vous des poètes nous fait voyager dans le temps et l'espace, croiser nos ancêtres et nos contemporains (...), et nous questionner sur notre tendance à enfouir tout ce qui pourrait susciter la controverse », estimera le journal La Presse.